# Procès Marengo
Le procès Marengo (en néerlandais : Marengo-proces) est un procès aux Pays-Bas qui est tenu au Bunker, un tribunal ultra-sécurisé, à Osdorp, à Amsterdam, du 11 mars 2021 (10 juillet 2019 pour la partie procédurale) au 27 février 2024 et au cours duquel 17 accusés sont condamnés pour leur participation à l'organisation criminelle dirigée par Ridouan Taghi, identifiée comme faisant partie de la Mocro Maffia. Ce procès tire son importance du témoignage de Nabil Bakkali, un ancien membre de cette organisation devenu un repenti, ainsi que de l'exploitation de messages Pretty Good Privacy déchiffrés issus des réseaux de communication EncroChat et Sky ECC.
Ridouan Taghi et Saïd Razzouki, figures centrales de cette affaire, sont arrêtés en décembre 2019 à Dubaï et en février 2020 à Medellín, respectivement, grâce aux efforts des services spéciaux néerlandais, marocains et émiratis, du FBI, de la DEA et d'Interpol. Ils sont extradés et placés en détention aux Pays-Bas. D'autres figures comme les frères Mao et Mario Romo et Mohamed Melha sont respectivement arrêtés à Paramaribo, en Suriname et à Tétouan au Maroc.
Le procès Marengo se concentre sur les accusations portées contre les prévenus, suspectés d'être membres d'une organisation criminelle responsable de six homicides et quatre tentatives d'homicide aux Pays-Bas entre 2015 et 2017. Ces événements font de ce procès l'un des plus significatifs du système judiciaire néerlandais. D'autres homicides, également à l'étranger, notamment en Espagne et au Maroc, sont actuellement en cours d'enquêtes internationales, mais n'entrent pas dans le cadre du procès Marengo qui prend fin en février 2024.
L'ouverture de la phase de jugement sur le fond, le 11 mars 2021, constitue un moment crucial dans l'avancement du procès Marengo. Ce procès a capté l'attention à l'échelle européenne, non seulement en raison de son importance judiciaire mais également pour les mesures de sécurité exceptionnelles mises en place : convois sécurisés transportant les participants au tribunal dans des véhicules blindés, accompagnés d'hélicoptères et de drones de surveillance assurant la sécurité aérienne au-dessus du tribunal. De plus, le déploiement de personnels des Forces armées néerlandaises aux abords du tribunal, l'anonymat préservé des officiers, juges et magistrats grâce à des masques, les fenêtres du tribunal renforcées par des vitrages blindés, ainsi que l'interdiction stricte de filmer ou de prendre des photographies pendant les audiences.
Le renforcement de sécurité s'explique par une réponse à une série d'attaques ciblées, marquées par une attaque au lance-roquette contre les locaux du média Panorama, l'attentat contre De Telegraaf, ainsi que les assassinats de plusieurs figures-clés liées directement ou indirectement au procès : Martin Kok (ancien criminel devenu chroniqueur), Reduan Bakkali (frère du témoin à charge), Derk Wiersum (l'avocat du témoin) et Peter R. de Vries (journaliste).

## Étymologie
Le terme 'Marengo' est un nom choisi au hasard par l'ordinateur, Marengo est un tissu textile.

## Contexte
Depuis le XIXe siècle, les activités criminelles attribuées à des organisations mafieuses ont été documentées, mais souvent sous-estimées ou niées par certaines autorités. Cette situation s'explique par plusieurs stratégies déployées par ces organisations pour se protéger des enquêtes, incluant la corruption d'individus influents, l'élimination de membres divulguant des informations internes, ainsi que l'intimidation ou l'assassinat de ceux pouvant représenter une menace, tels que juges, avocats, témoins ou politiciens.
Au cours de la première décennie des années 2000, l'intensification du trafic de drogue aux Pays-Bas a marqué une période de conflits significatifs au sein du crime organisé, avec une implication notable de réseaux criminels d'origine marocaine. Ces groupes ont profité des infrastructures portuaires d'Anvers et de Rotterdam pour leurs opérations. La confrontation entre les organisations dirigées respectivement par Gwenette Martha et Benaouf Adaoui a été particulièrement violente, culminant à Amsterdam avec un bilan humain très lourd. La complexité des réseaux criminels, renforcée par des alliances internationales, a posé d'importants défis aux autorités néerlandaises, malgré une pression publique croissante pour des mesures répressives plus efficaces.
Parmi les figures notoires de cette époque, Ridouan Taghi et Saïd Razzouki sont souvent mentionnés pour leur rôle dans ces dynamiques conflictuelles, principalement depuis Utrecht. Leur association présumée avec le club de motards Caloh Wagoh, dont certains membres surinamiens étaient liés à Gwenette Martha, souligne la complexité des réseaux d'alliances. Toutefois, les preuves directes liant Taghi et ces figures entre 2012 et 2016 restent limitées selon les autorités judiciaires. Des informations supplémentaires, issues de sources spécialisées en criminologie aux Pays-Bas, suggèrent que des individus précédemment affiliés à l'organisation de Martha, et par la suite à Rico Le Chilien, auraient poursuivi leurs activités criminelles en tant que tueurs à gages pour le compte de l'organisation de Taghi, notamment après l'assassinat de Martha.
Le cas de Nabil Bakkali illustre la violence interne au sein de ces organisations. Après avoir tué par erreur Hakim Changachi (neveu de Mimoun Chengachi) en janvier 2017, Bakkali se rend à la police. La révélation publique de son témoignage entraîne l'assassinat de son frère, non impliqué dans le crime organisé. L'assassinat subséquent de son avocat, Derk Wiersum, souligne le haut niveau de risque pour ceux qui s'opposent à ces réseaux. En novembre 2019, face à la menace persistante sur sa famille, Bakkali met fin à sa coopération avec la justice néerlandaise, et l'identité de son nouvel avocat reste secrète par mesure de sécurité.

## Suspects
Le principal suspect, Ridouan Taghi, considéré comme étant le commanditaire de l'organisation, est arrêté le 16 décembre 2019 à Dubaï. Trois jours plus tard, il est transféré dans la prison de haute-sécurisée de Vught. Son bras droit, Saïd Razzouki d'Utrecht est arrêté le 7 février 2020 à Medellin. Une récompense de 100.000 euros est promise par le Ministère public des Pays-Bas à la personne qui livrera des informations à la police néerlandaise, menant à l'arrestation de l'un des deux criminels. Quatorze autres suspects sont actuellement en détention.

## Le tribunal et les accusés
La séance d'introduction du procès ont lieu le 27 février 2020 et le 5 mars 2020. Lors des procès, les avocats sont contraints de rester anonyme avec le visage masqué, afin de ne pas être reconnus par les accusés. Les journalistes, les caméras et le public sont interdits d'entrer dans le tribunal. Le journaliste Mick van Wely déclare qu'il s'agit de l'un des plus grands procès que les Pays-Bas aient connu.
Le 27 février 2024, le juge (anonyme pour des raisons de sécurité) prononce le jugement des 17 accusés dont trois peines d'emprisonnements à vie.
| Nom                  | Nationalité(s)    | Arrestation                 | Condamnation          | Avocat(s) | Réf    |
| -------------------- | ----------------- | --------------------------- | --------------------- | --- | ------ |
| Arthur M. Paul       | Colombie          | 2 janvier 2017 à Landsmeer  | 15 ans et 3 mois      | Shirley Sprinter | [ 10 ] |
| Mohamed Melha        | Pays-Bas Maroc    | 6 juin 2017 à Tétouan       | 19 ans et 3 mois      | Christian Flokstra | [ 10 ] |
| Nabil Bakkali        | Pays-Bas Maroc    | 14 janvier 2017 à Utrecht   | 10 ans                | Derk Wiersum (2017-2019) Peter Schouten (2019-2023) Onno de Jong (2019-2023) Onno de Jong (depuis 2023) | [ 11 ] |
| Achraf Bekkay        | Pays-Bas Maroc    | 11 juillet 2018 à Marrakech | 29 ans et 2 mois      | Guy Weski | [ 12 ] |
| Zakaria Amhitte      | Pays-Bas Maroc    | 13 novembre 2018 à Utrecht  | 9 ans et 6 mois       | Jan-Hein Kuijpers | [ 13 ] |
| Zaki Razzouki        | Pays-Bas Maroc    | 16 novembre 2018 à Utrecht  | 5 ans et 8 mois       | Yassine Bouchikhi | [ 14 ] |
| Mohamed Razzouki     | Pays-Bas Maroc    | 19 décembre 2018 à Utrecht  | 27 ans                | Christian Flokstra (2018-2024) Nico Meijering (2018-2024) Mark Dunsbergen (depuis 2024) Robert van 't Land (depuis 2024)                                                                                            | [ 15 ] |
| Baghdad El Harrachi  | Pays-Bas Maroc    | 6 février 2019 à Utrecht    | 8 ans et 7 mois       | Ruud van Boom | [ 16 ] |
| Charif El Aissaoui   | Pays-Bas Maroc    | 6 février 2019 à Utrecht    | 3 ans et 8 mois       | Peter Plasman | [ 17 ] |
| Mohammed El Aissaoui | Pays-Bas Maroc    | 9 avril 2019 à Utrecht      | 13 ans et 7 mois      | Marcel Heuvelmans | [ 18 ] |
| Zakaria El Hamdani   | Pays-Bas Maroc    | 2 mai 2019 à Utrecht        | 23 ans et 4 mois      | Jurriaan de Vries | [ 19 ] |
| Ricardo Oadi         | Colombie          | 5 mai 2019 à Amsterdam      | 1 ans et 8 mois       | Max den Blanken | [ 10 ] |
| Mao Romo             | Pays-Bas Suriname | 27 mai 2019 à Paramaribo    | 15 ans et 8 mois      | Inez Weski (2019-2023) Susanne Boersma (depuis 2023) | [ 10 ] |
| Mario Romo           | Pays-Bas Suriname | 27 mai 2019 à Paramaribo    | Condamné à perpétuité | Inez Weski (2019-2023) Susanne Boersma (depuis 2023) | [ 10 ] |
| Walid Messoudi       | Pays-Bas Maroc    | 25 novembre 2019 à Utrecht  | 6 ans et 6 mois       | C. van Oort | [ 20 ] |
| Ridouan Taghi        | Pays-Bas Maroc    | 16 décembre 2019 à Dubaï    | Condamné à perpétuité | Inez Weski (2019-2023) Susanne Boersma (2019-2023) Laura Versluis (2019-2023) Youssef Taghi (2021) Michael Ruperti (2023) Arthur van der Biezen (2023) Sjoerd van Berge Henegouwen (2023) Vito Shukrula (2024-2025) | [ 21 ] |
| Saïd Razzouki        | Pays-Bas Maroc    | 7 février 2020 à Medellin   | Condamné à perpétuité | Christian Flokstra (2020-2021) Nico Meijering (2020-2021) Robert van ’t Land (depuis 2021) Mark Dunsbergen (depuis 2021)                                                                                            | [ 22 ] |

## Mesures de sécurité renforcées
Le procès Marengo est l'un des procès les plus sécurisés et médiatisés de l'histoire judiciaire néerlandaise. La sécurité autour de ce procès est extrêmement stricte en raison de la nature grave des crimes impliqués, y compris des assassinats, du trafic de drogues, et de la participation à une organisation criminelle, ainsi que des tentatives d'intimidation et d'assassinats de personnes liées au procès, y compris un avocat, un frère de témoin clé, et un journaliste réputé. Au début, lors des premières audiences, il est strictement interdit d'assister aux audiences au sein du siège public. Voici quelques aspects saillants concernant la sécurité lors de ce procès :

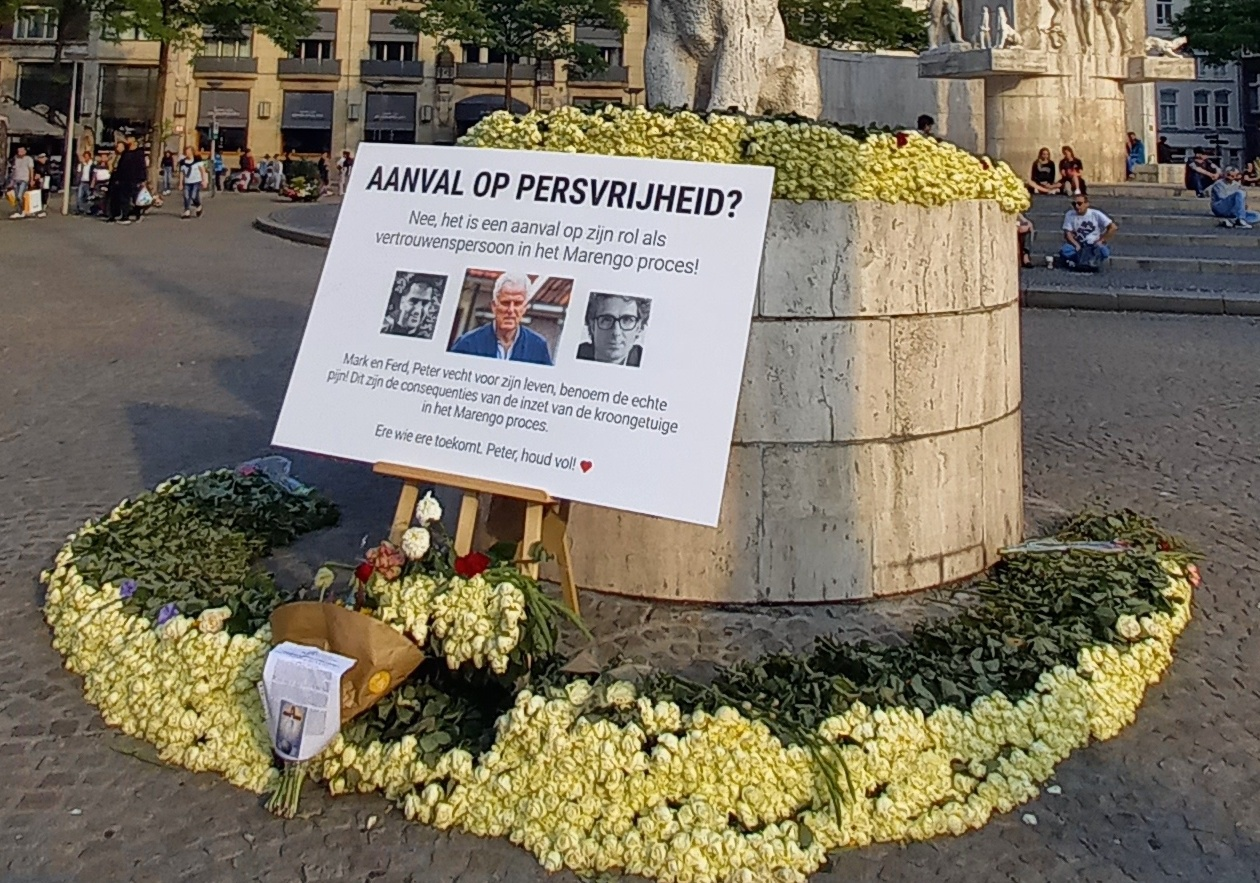
Fleurs à la Place du Dam, Amsterdam après le meurtre de Peter R. de Vries. Le texte dit : "Attaque contre la liberté de la presse ? Non, une attaque contre son implication dans le procès Marengo !".

- Lieu de procès spécifique : Le procès se tient dans une salle d'audience fortement sécurisée du complexe judiciaire d'Osdorp, spécialement conçu pour accueillir des procès nécessitant des niveaux de sécurité élevés. Ce choix montre l'importance accordée à la protection des participants au procès.

- Protection des participants : Les juges, les avocats, les témoins et les procureurs bénéficient de mesures de sécurité renforcées, à la fois dans leur vie professionnelle et personnelle. Après l'assassinat de Derk Wiersum, l'avocat du témoin clé Nabil Bakkali, en septembre 2019, et de Peter R. de Vries en juillet 2021, les mesures de sécurité ont été encore intensifiées[24].

- Anonymat des juges : Pour des raisons de sécurité, l'identité des juges peut être tenue secrète afin de les protéger contre d'éventuelles représailles.

- Témoin clé sous protection : Nabil Bakkali, le témoin clé du procès, bénéficie d'un programme de protection en raison des risques élevés de représailles. Sa décision de coopérer avec la justice a entraîné des actes de violence contre sa famille et ses proches.

### Conséquences et défis
- Impact sur le système judiciaire : La nécessité de telles mesures de sécurité souligne les défis auxquels le système judiciaire néerlandais est confronté face au crime organisé. Elle met en lumière la tension entre la nécessité d'assurer la sécurité et le maintien de la transparence et de l'ouverture du processus judiciaire.

- Dialogue sur la sécurité et la justice : Les assassinats liés au procès Marengo ont provoqué un débat national sur la capacité du gouvernement à protéger les citoyens impliqués dans des procès de haute importance et sur la nécessité de renforcer les lois et les mesures de sécurité.

### Transport des suspects entre la prison et le tribunal
Le transport des suspects du procès Marengo, y compris Ridouan Taghi, de leurs lieux de détention vers le Bunker d'Osdorp à Amsterdam, où se déroulent les audiences, est une opération hautement sécurisée qui souligne la gravité des accusations portées contre eux et les risques associés à leur criminalité présumée,. Ces mesures de sécurité sont dictées par la nature des crimes qui leur sont imputés, notamment des liquidations et tentatives de liquidations dans le cadre d'activités criminelles organisées, rendant ces transferts complexes et critiques.
Les suspects sont transportés dans des convois fortement sécurisés, comprenant des véhicules blindés et accompagnés d'escorte armée. La nature précise de ces opérations, y compris les itinéraires et les protocoles de sécurité, est gardée confidentielle pour éviter tout sabotage ou interférence extérieure. Ces mesures sont prises pour assurer la sécurité non seulement des suspects mais aussi de ceux qui sont impliqués dans le procès et du public. Chaque transport est accompagné d'une équipe de BOT (Bijzonder Ondersteuningsteam, en français : Unité spéciale de support), et de DSI (Dienst Speciale Interventies, en français : Service spéciale d'intervention) des Forces armées néerlandaises,.
À l'arrivée au Bunker d'Osdorp, un périmètre de sécurité strict est mis en place, avec des contrôles renforcés pour tout individu et véhicule approchant le site. Ces mesures visent à créer un environnement sécurisé pour le déroulement du procès, empêchant tout acte de violence ou tentative d'évasion.
La coordination entre diverses agences de sécurité est cruciale pour le succès de ces opérations de transport. Cela inclut les services pénitentiaires, la police, et d'autres unités spécialisées, tous travaillant de concert pour assurer une opération fluide et sécurisée.

### Protection des journalistes
Saskia Belleman (journaliste pour De Telegraaf) critique la négligence de la cour et du ministère public en matière de sécurité des avocats et des journalistes, dans sa chronique publiée le 13 décembre 2019. Elle observe que, dans le cadre du procès Marengo, des instructions spécifiques sont données aux journalistes concernant leur couverture des événements, leur demandant notamment de ne pas nommer les juges, greffiers et procureurs, et de ne pas utiliser d'images d'archives des juges. Il est également demandé aux dessinateurs judiciaires de ne pas représenter de manière reconnaissable les juges et les procureurs.
Belleman soulève la question de la protection des journalistes, y compris John van den Heuvel, qui bénéficie d'une protection rapprochée depuis deux ans. Elle pointe du doigt le manque d'espace attribué aux journalistes dans la salle d'audience du procès Marengo, les obligeant à s'asseoir dans les tribunes publiques, aux côtés des familles et amis des suspects. Elle rappelle que les journalistes ont été menacés d'attaques.

## Déroulement
Dans le cadre du procès Marengo, la bande dirigée par Ridouan Taghi est sur le banc des accusés. Le nom "Marengo" a été attribué de manière aléatoire par un système informatique et se réfère à une variété de tissu. Les individus jugés sont perçus comme faisant partie d'une organisation criminelle impliquée dans une série d'exécutions et de tentatives d'assassinat. Parmi leurs cinq victimes les plus notoires figure Martin Kok, à la fois ex-criminel et journaliste spécialisé dans le reportage sur la criminalité.
Même si cette organisation se livre également au trafic de cocaïne, cet aspect n'est pas jugé primordial dans le dossier actuel ; les assassinats occupent le devant de la scène. "Le dossier est déjà suffisamment volumineux et complexe", explique le journaliste Eelco Hiltermann, qui suit l'affaire de près pour RTL Nieuws. Pour cette raison, l'accent est mis par le ministère public sur les homicides perpétrés par le groupe. Hiltermann ajoute que "les assassinats constituent l'infraction la plus grave, d'où les peines les plus sévères encourues."
Bien que Saskia Belleman du journal De Telegraaf soit l'unique journaliste et rédactrice à retranscrire les débats pendant les audiences, son nom n'apparaît pas parmi les auteurs des comptes rendus en direct publiés par le journal Het Parool,. Habituellement, c'est Paul Vugts, spécialiste des affaires criminelles pour ce quotidien, qui est chargé de cette couverture. Toutefois, selon la police néerlandaise, ce dernier a fait l'objet de menaces de mort, le contraignant à vivre pendant plusieurs mois dans une maison sécurisée, située non loin de la résidence du roi Willem-Alexander, durant le procès. Quant à Saskia, ayant son nom inscrit nulle part comme source au sein de la presse néerlandaise, elle décide de retranscrire les débats via son compte personnel Twitter.

### Introductions: Premières audiences, l'absence de Taghi et Razzouki (2020)
La première audience se tient le 27 février 2020. Lors de cette audience, quinze suspects comparaissent devant le tribunal, en l'absence notable de Ridouan Taghi et Saïd Razzouki. Aucun dossier criminel n'est abordé durant cette session. 
Le journaliste Eelco Hiltermann, présent lors de cette audience, déclare : « Les dossiers criminels seront abordés en 2021. La longueur de ce procès s'explique par la complexité et la gravité des crimes impliquant une vaste organisation criminelle. Il est prévu que le procès s'étende sur plusieurs années avant d'atteindre une conclusion juridique. Les quinze suspects présents aujourd'hui ne sont pas les têtes pensantes de l'organisation, mais plutôt des exécutants : ceux qui ont commis les actes, préparé les véhicules pour les crimes, ou encore mené des opérations de surveillance. »
L'ouverture du procès a lieu le 5 mars 2020. Le principal commanditaire de l'organisation, Ridouan Taghi, refuse de comparaître devant le juge.
Le procès concernant Ridouan Taghi et les allégations de mauvais traitements lors de son arrestation et de sa détention débute le 6 mars 2020. Taghi, qui a été arrêté à Dubaï le 16 décembre 2019, est au centre d'une affaire complexe impliquant les autorités des Émirats arabes unis, du Maroc et des Pays-Bas. L'avocate de Taghi, Inez Weski, soulève plusieurs points préoccupants relatifs à son arrestation, son extradition vers les Pays-Bas, et son traitement post-arrestation. Elle met en question la légitimité de la saisie de six supports de données par les autorités de Dubaï et leur transfert à l'AIVD (services de renseignement néerlandais), qui auraient mené une enquête séparée nommée "Keti" avant de les intégrer dans l'affaire Marengo, traitant de liquidations commanditées.
Weski critique également le traitement de Taghi à Dubaï, affirmant qu'il a été gravement blessé lors de son arrestation et que les médias, sous influence présumée du Ministère public néerlandais, ont diffusé des informations fausses ou manipulées à son sujet. Elle argue que cette situation reflète un manque de transparence et une manipulation possible de la vérité dans le processus judiciaire.
Le procès met en lumière non seulement les accusations portées contre Taghi mais aussi les procédures d'arrestation et d'extradition internationales, ainsi que les droits des accusés dans ce cadre. La défense conteste la légalité de l'arrestation de Taghi et sa remise aux autorités néerlandaises, la qualifiant d'"enlèvement" et critiquant le manque de soins médicaux appropriés pour ses blessures. Ces allégations soulèvent des questions sur la coopération internationale en matière d'application de la loi et sur le respect des normes internationales relatives aux droits de l'homme dans la lutte contre la criminalité transnationale.
Lors de la reprise de la séance, le Ministère public réagit aux plaidoiries de Weski, indiquant que les griefs de la défense n'ont pas de pertinence juridique. Les préoccupations techniques soulevées par Weski concernent les actions prétendument illégitimes du Ministère public par rapport à la saisie et l'utilisation des messages Pretty Good Privacy, cruciaux pour l'affaire. Weski demande également des précisions sur les investigations menées en marge de l'affaire principale et sur l'absence de visibilité du vol de Taghi sur les systèmes de suivi.
Les demandes de Weski concernant les controversés messages Pretty Good Privacy sont rejetées par le Ministère public, similairement à d'autres cas. La défense critique la simplification de ses arguments par l'accusation, et remet en question les actions des Pays-Bas envers Dubaï et le Maroc avant et après l'arrestation de Taghi.
Le 6 mars 2020, Taghi commente sur son apparence en réponse à une observation du juge d'instruction, affirmant se sentir mieux soigné aux Pays-Bas malgré ses blessures. Le Ministère public, après examen par un expert, n'a pas divulgué l'état de Taghi, sauf réponse à l'intervention non annoncée de Weski. Cependant, cette dernière ne sait pas encore si Taghi assistera à la prochaine séance, en raison de la logistique complexe due à la sécurité extrême du procès.

### Début du procès (mars 2021)
Le début du procès Marengo, entamé le 22 mars 2021, marque une étape cruciale dans la lutte contre la criminalité organisée aux Pays-Bas, centrée sur la figure de Ridouan Taghi. L'élément central de ce procès est le témoignage de Nabil Bakkali, un repenti qui, après avoir participé à la préparation de divers meurtres et tentatives de meurtre, a décidé de collaborer avec la justice. En échange d'une réduction de peine, passant de 24 à 12 ans, il a fourni une déclaration volumineuse de plus de 1500 pages, mettant en lumière les activités et les structures internes de l'organisation criminelle. Cette collaboration n'est pas sans conséquences, ayant entraîné des représailles violentes, dont l'assassinat de son frère innocent en 2018 et de son avocat Derk Wiersum en 2019, soulignant les risques et les défis que comportent la protection et l'utilisation de témoins-clés dans des procès d'une telle envergure. Malgré ces épreuves, Nabil Bakkali aborde le procès avec détermination, soutenu par une équipe de défense remarquable par sa composition et son engagement, illustrant la gravité et la complexité de l'affaire Marengo. Nabil Bakkali est défendu par ses avocats Peter Schouten, Onno de Jong et Peter R. de Vries est son confident.
Durant le procès impliquant Ridouan Taghi, Nabil Bakkali a exprimé sa peur d'être éliminé par le groupe de Taghi, qui pourrait ensuite accuser la famille Changachi de cet acte. Il craignait également des représailles de cette même famille, connue non pas pour des activités de plomberie, mais pour sa réputation dans le milieu criminel. Nabil Bakkali a réitéré qu'il est devenu témoin clé parce que Taghi voulait se débarrasser de lui et avait l'intention de le tuer. Il a mentionné avoir fourni une voiture de fuite qui devait être utilisée dans un "grave crime", sans savoir qu'il s'agissait d'une liquidation, qui a mal tourné et a abouti à la mort de son proche ami Hakim Changachi au lieu de Khalid 'Imo' H., le véritable cible.
La décision de Nabil Bakkali de devenir informateur et de se faire arrêter avec une arme à feu dans la rue Pieter Cornelisz Hooftstraat à Amsterdam était motivée par la prise de conscience du danger que Taghi représentait pour lui, surtout après que Taghi a appris que Bakkali avait parlé avec la famille Changachi. Le tribunal a repris l'audience avec un léger retard dû au temps nécessaire pour remplir la salle. Nabil Bakkali a déjà déposé 41 déclarations secrètes "dans le coffre" avant de signer son accord le 27 décembre 2017, devenant ainsi témoin clé dans des affaires impliquant 9 meurtres, 2 tentatives de meurtre, 3 préparations à des meurtres non commis, et d'autres crimes.
La cour considère l'accord avec Nabil Bakkali comme légal et le juge fiable "avec les connaissances actuelles". Les audiences se concentrent sur l'interrogatoire de Nabil Bakkali sur des "sujets généraux", tandis qu'un petit groupe a manifesté contre ce qu'ils percevaient comme un "procès inéquitable", mettant en doute la capacité du système judiciaire néerlandais à mener un procès équitable pour Ridouan Taghi et ses coaccusés.
Les autres accusés, y compris Mohammed Razzouki et Ridouan Taghi lui-même, ont majoritairement nié leur implication dans les crimes qui leur sont reprochés. Taghi, avec une nouvelle coupe de cheveux mais toujours barbu, a peu commenté les accusations, se contentant de dire qu'il n'avait "pour l'instant rien à déclarer". Mao R., un autre accusé, a également choisi de garder le silence face aux accusations de participation à la direction de l'organisation criminelle et à la planification de plusieurs liquidations et tentatives de meurtre.
Le procès continue avec l'examen des charges portées contre les dix-sept accusés, chacun étant considéré comme ayant joué un rôle crucial dans une organisation criminelle axée sur les assassinats, que ce soit en tant que commanditaires, observateurs, fournisseurs de véhicules ou d'armes, ou exécutants. Entre le 9 septembre 2015 et le 14 janvier 2017, les suspects, dans différentes compositions, sont impliqués dans six assassinats complets, quatre tentatives d'assassinat, quatre préparations d'attaques qui n'ont finalement pas lieu, et la préparation d'une attaque contre un magasin d'espionnage à Nieuwegein avec un lance-roquettes.
La salle d'audience, même en période de pandémie de Covid-19, est plus remplie que jamais, soulignant l'ampleur et l'intérêt public pour ce procès. Tous les suspects sont présents, à l'exception de Saïd Razzouki (arrêté environ un mois auparavant à Medellín), encore en Colombie, emprisonné à la prison La Modelo de Bogota. La présence de Ridouan Taghi et des frères Mao et Mario R. pour la première fois ensemble est notable.
L'ouverture de la séance par le président du tribunal met en évidence la longue préparation de trois ans de ce procès, tout en soulignant qu'il reste encore beaucoup à faire. La planification actuelle s'étend jusqu'à l'été, mais des ajustements sont prévus, indiquant un chemin encore long avant d'atteindre les plaidoyers finaux et les réquisitions du procureur.
La sécurité autour du procès est sans précédent, avec des mesures renforcées tant à la Bunker, la salle d'audience fortement sécurisée, qu'aux alentours. Les transports des accusés vers le tribunal sont effectués sous haute surveillance, avec l'utilisation d'hélicoptères pour le transport de certains, dont Ridouan Taghi, soulignant l'importance et la sensibilité de l'affaire,.
L'attention médiatique est également à son comble, avec un centre de presse spécialement ouvert à l'aéroport d'Amsterdam-Schiphol pour accueillir les journalistes suivant l'affaire via une connexion vidéo, en raison des restrictions d'espace imposées par la pandémie.
Les manifestations de sécurité autour de la Bunker et le transport des accusés depuis la prison à l'Extra Beveiligde Inrichting de Vught sont parmi les plus importantes jamais réalisées, avec une présence policière massive et l'utilisation d'équipes spécialisées pour garantir un déroulement sans incident du procès. Cette mobilisation, reflétant la gravité des accusations et l'impact potentiel de ce procès sur la criminalité organisée aux Pays-Bas, met en évidence la détermination des autorités à poursuivre la justice dans l'une des affaires criminelles les plus complexes et les plus surveillées du pays.

### Deuxième séance: Tensions et échanges entre Taghi et Nabil Bakkali
Le 7 avril 2021, au cœur du tribunal d'Amsterdam, Ridouan Taghi exprime de nouveau son mécontentement vis-à-vis de Nabil Bakkali. « Il est caché derrière un petit mur. Je ne vois que son nez s'allonger lorsqu'il ment », déclare-t-il lors de son interrogatoire par la cour, faisant allusion à la visibilité limitée du témoin et suggérant métaphoriquement que Nabil Bakkali ment, à la manière de Pinocchio. Cette déclaration intervient dans un contexte où Ridouan Taghi espérait confronter directement le visage de celui qu'il considère comme un menteur. 
Ridouan Taghi est jugé dans le cadre d'un procès de grande envergure lié à une série de meurtres perpétrés principalement dans la région d'Utrecht et à IJsselstein. Nabil Bakkali a fourni de multiples déclarations accablantes contre Ridouan Taghi et ses coaccusés, en échange d'une réduction de peine, exposant les mécanismes criminels et les assassinats commandités.
La frustration est palpable parmi les accusés et leurs avocats concernant l'impossibilité de voir clairement Nabil Bakkali lors des audiences. Ils estiment que l'observation de ses expressions faciales et de son langage corporel pourrait être révélatrice, voire cruciale pour évaluer la véracité de ses témoignages. La cour a promis d'examiner les moyens d'améliorer cette situation, répondant ainsi aux plaintes récurrentes.
En réponse aux griefs exprimés par Ridouan Taghi concernant sa visibilité limitée, Nabil Bakkali rétorque qu'il n'a pas le pouvoir de modifier cette disposition et insiste sur le fait qu'il ne cherche pas à éviter Taghi spécifiquement.
Outre les accusations portées contre Ridouan Taghi et ses coaccusés, le ministère public (OM) soupçonne également Nabil Bakkali d'être impliqué dans deux assassinats et une tentative d'assassinat. En reconnaissance de son rôle de témoin-clé et de sa coopération, l'OM a proposé de réduire de moitié sa peine, passant de 24 à 12 ans.
Au cœur de ce procès très médiatisé, la tension entre Ridouan Taghi et Nabil Bakkali ne fait qu'augmenter. Leurs échanges tendus devant le tribunal d'Amsterdam reflètent la complexité et la gravité des accusations qui pèsent sur eux. D'un côté, Ridouan Taghi, considéré comme l'un des criminels les plus recherchés avant son arrestation, fait face à des accusations sérieuses qui pourraient le mener à une longue peine de prison. De l'autre, Nabil Bakkali, dont le rôle de témoin-clé lui confère une position à la fois avantageuse et périlleuse, navigue dans les eaux troubles de la justice en échange d'une réduction significative de sa peine.
La dynamique du procès est marquée par des moments de forte tension, où chaque partie tente de discréditer l'autre pour protéger ses propres intérêts. Les avocats de la défense cherchent à mettre en doute la crédibilité de Bakkali, insistant sur l'importance de pouvoir observer directement ses réactions pour juger de la véracité de ses dires. Cette stratégie vise à éroder la confiance de la cour dans le témoignage de Bakkali, qui constitue un élément central de l'accusation contre Taghi et ses coaccusés.

« C'est quand la dernière fois que tu m'as vu et où ? C'est quoi pour toi connaitre une personne personnellement ? »

— Questions de Ridouan Taghi posées à Nabil Bakkali le 7 avril 2021 lors du deuxième procès à Osdorp.

« C'était en 2011 ou 2012 à la chicha Paloma. On s'est assis ensemble dans ce lounge. Tu me disais que si j'avais besoin de toi, que je devais contacter Saïd ou Mao. »

— Réponses de Nabil Bakkali.
Dans ce contexte, la décision du tribunal d'examiner les moyens d'améliorer la visibilité de Bakkali témoigne d'une volonté de garantir un procès équitable, où chaque partie a la possibilité de se défendre pleinement. Cette attention portée aux détails procéduraux souligne l'importance de la transparence et de l'équité dans le système judiciaire, essentielles pour maintenir la confiance du public dans le processus judiciaire.
Parallèlement, l'accusation portée contre Bakkali concernant son implication dans d'autres crimes ajoute une couche supplémentaire de complexité à l'affaire. Sa position de témoin-clé, tout en étant lui-même sous le coup d'accusations graves, illustre les dilemmes moraux et éthiques auxquels sont confrontés les procureurs lorsqu'ils décident de négocier avec des criminels pour obtenir des témoignages contre d'autres suspects.

### Séance de septembre 2021: Les autres suspects prennent la parole
Le 14 septembre 2021, le tribunal d'Osdorp, souvent désigné sous le nom de "Bunker" en raison de ses mesures de sécurité renforcées, devient l'épicentre d'un procès judiciaire hors norme, impliquant des actes de violence sans précédent et la perte tragique d'individus proches de Nabil Bakkali, un témoin clé. La reprise du procès est fortement marquée par l'assassinat de Peter R. de Vries, mentor et confident de Nabil, tué en juillet de la même année, ajoutant une couche supplémentaire de tragédie et de complexité à l'affaire. Cet événement s'inscrit dans une série de pertes dévastatrices pour Nabil, incluant l'assassinat de son frère en 2018 et de son avocat, Derk Wiersum, en 2019, accentuant les préoccupations sur la sécurité et l'équité du procès en cours.
L'audience se concentre sur plusieurs points critiques. La cour commence par reconnaître l'impact profond de la mort de Peter R. de Vries, offrant ses condoléances à sa famille, ses amis et collègues, soulignant la perte immense pour la communauté. Ensuite, l'attention se porte sur le comportement de Ridouan Taghi, l'accusé principal, notamment son silence lors des interrogatoires précédents concernant des transactions financières majeures et des tentatives d'établir un trafic de drogue avec la Colombie.
Un autre élément central du procès concerne la fuite préoccupante d'informations confidentielles. La divulgation de messages privés de Nabil Bakkali, échangés via un IPhone depuis sa détention, vient entacher le déroulement du procès. Ces révélations violent les accords de confidentialité prévus entre la défense et ses clients, soulevant des questions sérieuses sur la protection des données et l'intégrité des avocats.
Face à ces défis, les avocats de la défense, en particulier ceux représentant Nabil Bakkali, insistent sur la nécessité de mesures strictes pour protéger le déroulement du procès. Ils expriment une détermination inébranlable à continuer malgré les obstacles, soulignant l'importance cruciale de la justice et de la quête de vérité.
Inez Weski, une figure emblématique de la défense, précise qu'elle ne cherche pas à inclure dans le dossier tous les messages échangés par Nabil Bakkali, mais souhaite présenter une sélection anonymisée pour soutenir ses demandes futures. Elle garde le mystère sur la nature exacte de ces demandes, refusant de dévoiler ses intentions avant le moment opportun.
Le Ministère Public, de son côté, propose une solution pour traiter les préoccupations d'Inez Weski concernant les messages de l'iPhone de Nabil Bakkali. Ils suggèrent que Weski identifie les messages qu'elle juge pertinents pour qu'elle puisse les recevoir de manière anonymisée avant l'interrogatoire suivant de Nabil. Toutefois, ils s'opposent à la divulgation publique de ces messages, plaidant pour une discussion à huis clos pour protéger les proches de Nabil.
Peter Schouten, avocat de Nabil Bakkali, critique vivement la fuite des messages entre Nabil et sa famille, les qualifiant de trompeurs et hors contexte. Il remet en question la quête de vérité derrière cette divulgation et conteste la présentation faite par Weski.
Mohammed Razzouki prend la parole pour clarifier la présence de contenus choquants sur son téléphone, expliquant qu'ils proviennent de Telegram, une plateforme où de telles vidéos peuvent être courantes, et questionne la légalité de la comparaison avec le visionnage de films violents sur Netflix.
L'avocat Nico Meijering exprime sa frustration face aux critiques du Ministère Public sur la divulgation des messages, suggérant des actions en justice si des griefs subsistent. Il rappelle les mensonges précédents du témoin principal concernant le contenu de son iPhone.
Shirley Splinter plaide pour la libération de son client, Arthur M., en raison de l'état de santé de sa mère. Yassine Bouchikhi demande également la libération pour son client, soulignant un manque de preuves directes.
Le tribunal conclut cette session en soulignant l'importance de la sécurité, de la protection des témoins et de l'intégrité du procès, malgré les défis posés par la divulgation et l'interprétation des communications privées de Nabil Bakkali.

### Phase finale (février 2024)
Le 27 février 2024, le juge (anonyme pour des raisons de sécurité) prononce le jugement des 17 accusés.

### Citations de Ridouan Taghi lors du procès
« Je pense que ça fait depuis 2000 que j'ai quitté les Pays-Bas. Quand je revenais c'était seulement pour rendre visite à ma famille. »

— Déclaration de Ridouan Taghi le 7 avril 2021 lors du deuxième procès.

## Accusations
- Mohammed Alarasi (22 ans) est assassiné le 20 janvier 2014 dans le parking d'une école de sport à Amersfoort. Les auteurs contactent les proches de la victime pour leur faire savoir que la personne décédée n'était pas la cible initialement visée[45].

- Samir Jabli (38 ans) est assassiné le 1er décembre 2014 dans sa voiture devant la maison de ses parents à Amersfoort. Il est la cible que les auteurs cherchaient à abattre le 20 janvier 2014[46].

- Ronald Bakker (59) est tué le 9 septembre 2015 dans son domicile à Huizen. Il est accusé par Ridouan Taghi d'avoir fourni des informations sur son organisation à des clients dans le magasin de Nieuwegein où il travaillait. Deux "spotters" ont été condamnés dans une affaire séparée pour cette meurtre[47].
- Préparation d'une attaque contre une spyshop à Nieuwegein entre le 15 août 2015 et le 19 octobre 2015, car Taghi soupçonnait l'entreprise de collaboration avec la police et la justice, révélé par des messages PGP interceptés par la police.

- Samir Erraghib est assassiné le 17 avril 2016 à IJsselstein, en présence de sa fille de sept ans. Des messages PGP interceptés indiquaient qu'Erraghib aurait partagé des informations sur l'organisation de Taghi avec la police[48].
- Préparation d'assassinats sur les frères El Margai, Ebrahim Buzhu et Ranko Scekic entre le 16 juillet 2015 et le 22 juin 2016 à Utrecht. Ranko Scekic est assassiné le 22 juin 2016, juste avant de témoigner contre Taghi[49]. Il était soupçonné de préparer des meurtres pour le compte de l'organisation de Taghi[50].
- Tentative d'assassinat sur Martin Kok le 2 juillet 2016 à Amsterdam, après avoir publié des informations sur deux associés de Taghi. Une bombe placée sous sa voiture a été découverte à temps.
- Tentative d'assassinat sur Abdelkarim Ahabad le 11 octobre 2016 à Utrecht.
- Tentative d'assassinat sur Khalid Badho le 5 décembre 2016 à Rotterdam. Badho a réussi à s'échapper de son domicile par une fenêtre après qu'il a été envahi par deux ou trois hommes armés.
- Martin Kok est finalement assassiné le 8 décembre 2016 à Laren, après une tentative échouée le même jour à Amsterdam-Sud où l'arme du tireur a mal fonctionné. Un homme écossais a été condamné pour avoir attiré Kok dans un piège[51].
- Hakim Changachi (neveu de Mimoun Chengachi) est assassiné le 12 janvier 2017 devant son domicile à Utrecht. La justice affirme que Changachi n'était pas la cible visée, mais plutôt Khalid Hmidat[52].
- Préparation d'assassinat sur Khalid Hmidat entre le 1er décembre 2016 et le 14 janvier 2017 à Utrecht. Hmidat était la véritable cible de l'attaque qui a tué Changachi. Une nouvelle tentative de meurtre a été faite quelques jours plus tard, mais Hmidat a réussi à échapper à ses assaillants et a alerté la police.

## Témoin clé
Une source importante pour le ministère public est le témoin principal Nabil Bakkali. Il fait partie de l'organisation de Taghi et organise des voitures de fuite pour le meurtre par erreur de Hakim Changachi le 12 janvier 2017. Craignant des représailles de la part de la famille de Changachi, Nabil Bakkali, après consultation avec des avocats, se fait arrêter le 14 janvier 2017, après avoir lui-même informé la police qu'il se promène armé près du Leidseplein et de la Pieter Cornelisz Hooftstraat. De cette manière, il espère pouvoir conclure un accord avec la justice.

### Liquidations autour du témoin clé
Une semaine après l'annonce de sa décision de collaborer avec la justice, son frère Reduan Bakkali est attiré dans un piège et assassiné en mars 2018. Auparavant, les membres de la famille de Nabil Bakkali avaient déjà averti que l'annonce présenterait des dangers pour la famille.
Le 18 septembre 2019, son avocat, Derk Wiersum, est assassiné devant son domicile à Amsterdam.
En juillet 2021, le journaliste spécialisé dans le crime Peter R. de Vries est assassiné. À ce moment-là, il agit comme personne de confiance auprès du témoin principal.

### Avocats
Au départ, Nabil Bakkali est assisté par Bart Stapert et Derk Wiersum. Stapert arrête fin 2018, car il devient conseiller à la cour de Bois-le-Duc.
Après l'assassinat de Wiersum, l'autre avocat du témoin principal arrête le 6 novembre 2019, laissant ainsi Nabil Bakkali sans avocat. À partir de décembre 2019, il est suivi (anonymement) par Oscar Hammerstein. Nabil Bakkali reçoit également des conseils du journaliste spécialisé dans le crime Peter R. de Vries, jusqu'à son assassinat en juillet 2021. Après un désaccord entre De Vries et Hammerstein, Nabil Bakkali rompt avec Hammerstein en mars 2020. Après des plaintes de De Vries entre autres, Hammerstein est radié du tableau en décembre 2021 pour son comportement dans le processus. Hammerstein est ensuite remplacé par Peter Schouten et Onno de Jong en tant qu'avocats. Schouten et De Jong démissionnent en mars 2023 en tant qu'avocats du témoin principal. Plus tard cette année-là, De Jong se déclare de nouveau comme son avocat.
Le 29 juin 2021, les avocats de l'un des suspects publient des messages du témoin principal à sa petite amie. Il semble que le témoin principal soit motivé par l'argent de l'accord de témoin principal. Le lendemain, l'avocat du témoin principal déclare que ces messages résultent de la colère face à la mauvaise sécurité, selon lui, fournie au témoin principal.
Une peine de 10 ans de prison est requise contre Nabil Bakkali.

### Sources
- « Trafic de drogues : le méga-procès de Ridouan Taghi, cerveau présumé de la "Mocro-mafia" s'ouvre à Amsterdam », RTBF,‎ 22 mars 2021 (lire en ligne)
- Guillaume Gendron, « Mocro Maffia : à Amsterdam, le procès hors norme des Hollandais violents », Libération,‎ 25 décembre 2022 (lire en ligne)
- Jean-Pierre Stroobants, « Aux Pays-Bas, la fin de six années de procès pour la terrible Mocro Maffia », Le Monde,‎ 27 février 2024 (lire en ligne)
- « Pays-Bas: le baron de la drogue Ridouan Taghi condamné à la prison à perpétuité », Le Figaro,‎ 27 février 2024 (lire en ligne)
- Antoine Mouteau, « Pays-Bas : fin de partie pour Ridouan Taghi, pieuvre de la « Mocro Maffia » et ennemi public numéro un », Le Soir,‎ 27 février 2024 (lire en ligne)

### Audiographie
- Radio France, Aux Pays-Bas s'ouvre un procès hors norme pour un baron de la drogue, francetvinfo, 5 mars 2020.

### Culture populaire
Le procès Marengo a inspiré la série néerlandaise Mocro Maffia réalisé par Achmed Akkabi sorti en 2018.[réf. nécessaire]